# باروت أغاجي (تشاراويماق)
باروت‌آغاجي (مقاطعة تشاراويماق) (بالفارسية: باروت‌آغاجی) هي منطقة سكنية تقع في تشارواماق الشرقية الريفية في إيران. يقدر عدد سكانها بـ 277 نسمة .